# Giraglia II
Die Giraglia II war ein Bulk-RoRo-Frachter, mit dem gleichzeitig Zement als Massengut sowie RoRo-Ladung transportiert werden konnte. Die Giraglia II als einziger Vertreter dieses Typs wurde 1979 bei der Ateliers-et-Chantiers-Rochelle-Werft in La Pallice, Frankreich für die französische Reederei Societe Mediterraneenne de Cabotage in Nizza gebaut. Es wurde im Linienverkehr zwischen Nizza und der Insel Korsika betrieben. Erst 2002 wurde das Schiff an die griechische Reederei Emel Shipping weiterveräußert und in Fillipos K II umbenannt. Am 25. Februar 2002 sank das Schiff, 11 Seemeilen vor der Insel Skyros, in schlechtem Wetter.

## Laderaumanordnung
Das Schiff war in zwei Laderäume aufgeteilt:
- Ein unten mittig angeordneter Bereich mit von oben über einen Druckluft-Anschluss mit Zement zu befüllenden 10 zylindrischen Metalltanks. Die Entladung erfolgte analog pneumatisch.
- Ein Trailerdeck von 90 Meter Bahnlänge über dem Bulkladeraum angeordnet, das über eine 4,5 × 7,5 Meter messende Heckrampe erreicht werden konnte.[2]